# Johann Friedrich Kleuker
Johann Friedrich Kleuker (29 octobre 1749 à Osterode am Harz - 31 mai 1827 à Kiel) est un théologien protestant et un professeur allemand.

## Biographie
Johann Friedrich Kleuker naît le 24 octobre 1749 à Osterode am Harz.
En 1798, il est nommé professeur de religion chrétienne à Kiel.
Il meurt le 1er juin 1827 à Kiel.

## Œuvres
- Traduction en allemand du Zend-Avesta d'Abraham Hyacinthe Anquetil-Duperron[2] (publié à Paris en 1771) sous le titre Das Zend-Avesta à Riga en 1776–1778 chez Hartknoch. L'ouvrage a été publié à nouveau sous la direction d'Ulrich Hannemann chez Weißensee-Verlag en 2011.  (ISBN 3-89998-199-5)
- Magikon oder das geheime System einer Gesellschaft unbekannter Philosophen, 1784, Nachdruck bei Ansata, Schwarzenburg, 1980.
- Salomonische Denkwürdigkeiten. Als Anhang das Buch der Weisheit übersetzt und durch Anmerkungen erläutert, Hartnoch, Riga, 1785.
- Neue Prüfung und Erklärung der vorzügliche Beweise für die Wahrheit und den göttlichen Ursprung des Christenthums, wie der Offenbarung überhaupt, Hartnoch, Riga 1787-1789.
- Zend-Avesta im Kleinen. Das ist Ormuzd's Lichtgesetz oder Wort des Lebens an Zoroastre, Hartnoch, Riga, 1789. Réédité chez Kessinger Pub en 2009.  (ISBN 978-1-120-05637-5)
- Des Quintus Septimius Florens Tertullianus Vertheidigung der christlichen Sache gegen die Heiden, Hermannschen Buchhandlung, Francfort-sur-le-main, 1797.
- Das Brahmanische Religionsystem im Zusammenhange dargestellt und auf seinen Grundbegriffen erklärt, wie auch von den verschiedenen Ständen Indiens mit besonderer Rücksicht auf Fr. Paullini a S. Bartholomaeo Systema Brahmanicum, Hartnoch, Riga, 1797.
- Grundriss einer Encyklopädie der Theologie oder christlichen Religionswissenschaft, vol. 2, 1800-1801.